# Base O
La Base O - Isla Danco (en inglés: Station O — Danco Island) fue una estación de investigación del Reino Unido ubicada en la isla Danco sobre el canal Errera en la costa Danco de la península Antártica. En esta base se realizaron investigaciones sobre geología.

## Historia
La intención original de ubicar la base en la isla Brabante no pudo ser concretada por no hallarse un sitio adecuado. La Base O fue inaugurada el 26 de febrero de 1956, y tras completarse los trabajos de investigación planeados fue cerrada el 22 de febrero de 1959.
Estaba compuesta por un edificio principal para 6-8 personas, y un pequeño almacén construido en una porción libre de hielo de la costa en la parte noreste de la isla. Había un generador diésel de 1 kW y dos generadores eléctricos impulsados por el viento.
Entre abril y marzo de 2004 el sitio limpiado y la base desmantelado y removida.

## Refugio Cabo Reclus
El refugio Cabo Reclus (Refuge — Cape Reclus, o Reclus hut o Portal Point) ubicado en (64°30′S 61°46′O / -64.500, -61.767) se hallaba en punta Portal de la península Reclus, y estaba asociado a la Base O. Fue ocupado desde el 13 de diciembre de 1956 al 25 de abril de 1958 para realizar investigaciones geológicas. Un equipo de la Base O pasó el invierno de 1957 en el refugio, mientras que un equipo de 4 hombres de la Base D, liderado por Wally Herbert, hizo el primer cruce este-oeste de la península Antártica hasta el refugio.
Fue desmantelado el 1 de abril de 1997 y trasladado a Puerto Argentino/Stanley en las islas Malvinas, en donde desde diciembre de 1998 es exhibido en el Museo de las Islas Malvinas.